# Перламутровка малая
Перламутровка малая или перламутровка диа, перламутровка дия (Boloria dia = Clossiana dia) — бабочка из семейства нимфалид (Nymphalidae). Длина переднего крыла 15—19 мм.

## Этимология названия

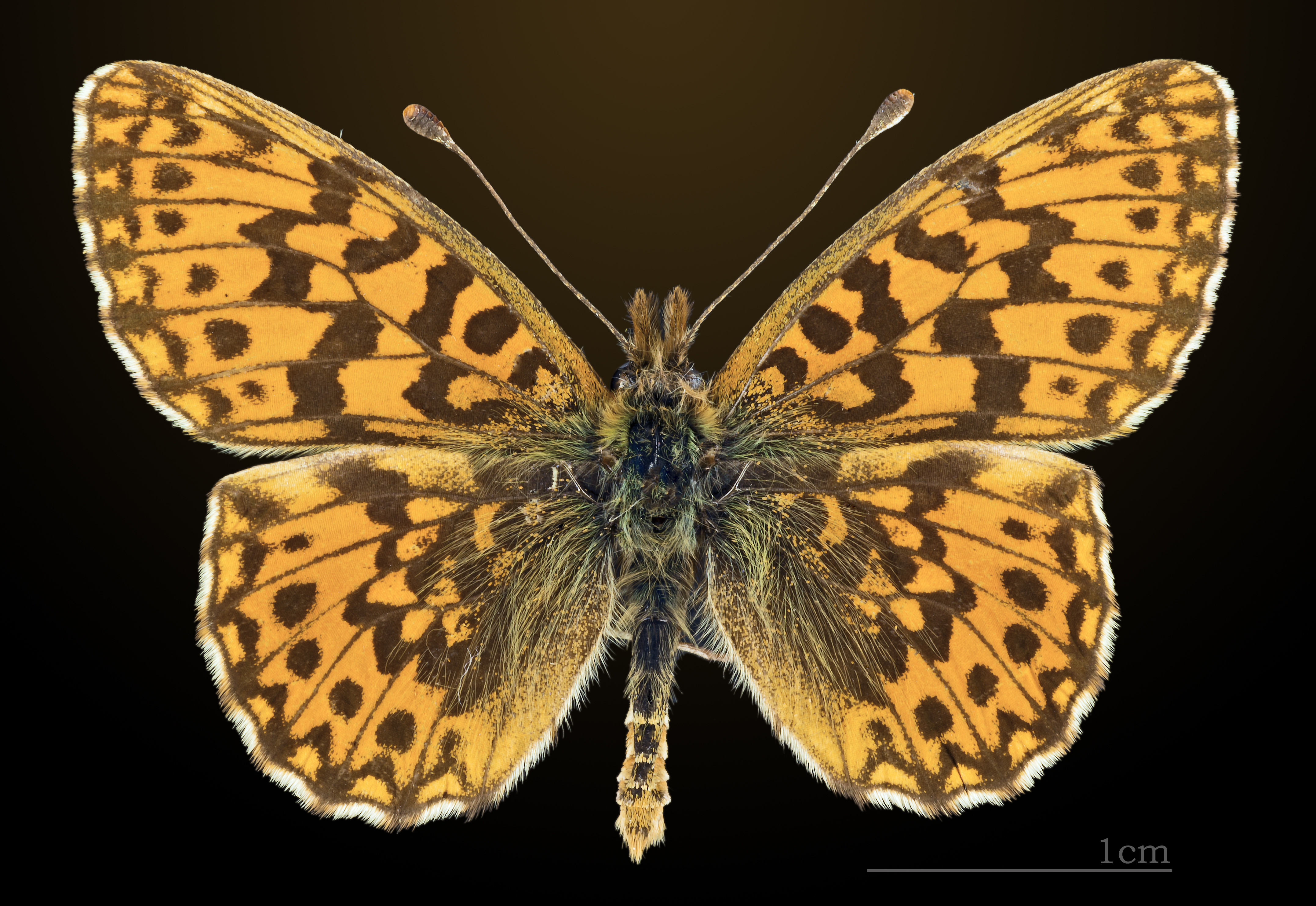

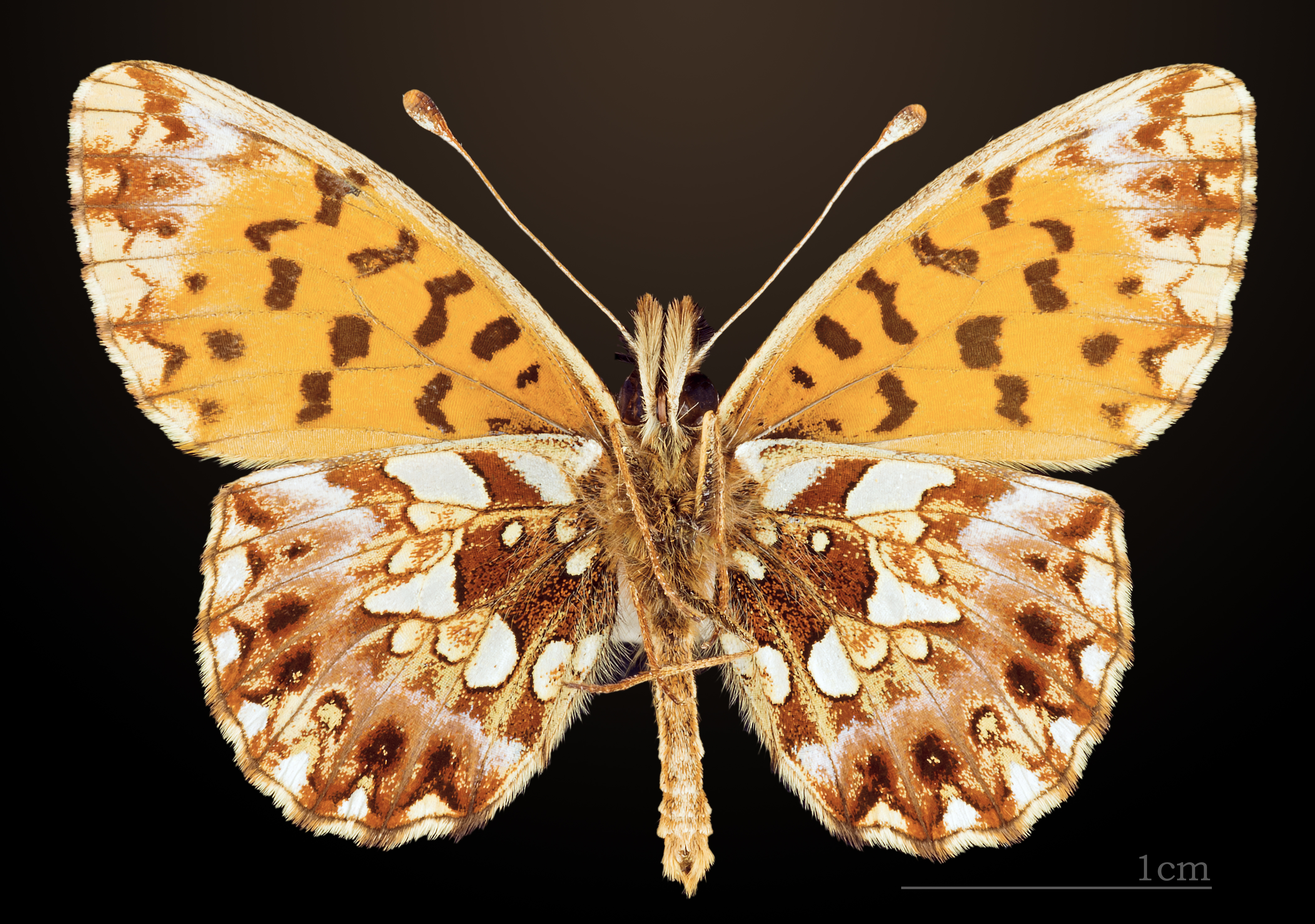
Нижняя сторона крыльев

Дия (греческая мифология) — жена царя лапифов Иксиона.

## Ареал
Европа (Широко распространен на всей территории), Турция, Кавказ, Закавказье, Южная Сибирь на восток до Забайкалья, Северный и Восточный и Юго-Восточный Казахстан, Западный Китай, Монголия.
Встречается на лесных полянах, редколесьях и зарослях кустарников, горных лугах на высоте до 1200 м н.у.м. Предпочитает открытые биоценозы с ассоциациями фиалок.

## Биология
За год развивается в двух поколениях, но на юге ареала часто развивается частичное третье поколение. Время лёта с конца апреля до середины октября.
Самки откладывают поштучно яйца на нижнюю сторону листьев кормовых растений гусениц. Кроме фиалки (основное кормовое растение), гусеницы могут поедать листья малины, ежевики и черноголовки обыкновенной (Prunella vulgaris).
Гусеницы ведут бродячий образ жизни и в целом не привязаны к одному кормовому растению. У осеннего поколения, гусеницы достигнув третьего возраста уходят на зимовку. В развитии проходят 4 возраста. Вырастают к последнему возрасту до 19—22 мм. Окукливаются на стеблях или листьях кормовых растений близко от почвы. Куколка шоколадно-коричневого цвета, с перламутровыми пятнами, длиной 10—15 мм. Стадия куколки длится примерно 12 дней.

## Подвиды
- Clossiana dia dia
- Clossiana dia alpina (Elwes, 1899) ;
- Clossiana dia calida (Jachontov, 1911)
- Clossiana dia disconota (Krulikovsky, 1909) .
- Clossiana dia semota Tuzov, 2000 ;
- Clossiana dia setania (Fruhstorfer, 1909)